# Cao Thành ông chúa
Cao Thành Ông chúa (高城翁主, ? - ?) là ông chúa nhà Triều Tiên, vương nữ của Triều Tiên Định Tông, mẹ không rõ. Sau hạ giá lấy Kim Hoán (金澣), sinh được ba nam ba nữ.

## Danh hiệu
- Cao Thành Quận chúa (高城郡主)
- Cao Thành Ông chúa (高城翁主)

## Gia quyến
Thân gia Toàn Châu Lý thị (全州 李氏) 
- Tổ phụ: Thái Tổ Đại vương
- Tổ mẫu: Thần Ý Vương hậu An Biên Hàn thị
  - Phụ vương: Định Tông Đại vương
  - Thân mẫu: Không rõ

An Sơn Kim thị (安山 金氏)
- Chương phụ: Liên Thành quân(蓮城君)·Uy Tĩnh công(威靖公) Kim Định Khanh (金定卿; 1345 - 1419)
- Chương mẫu: Không rõ tên, con gái của Phán thư Thân Dực Chí (申翼之)
- Kế Chương mẫu: Giao Hà Lư thị (交河 盧氏), con gái của Thân Dương quân (新陽君) Lư Anh (盧瑛)
- Thân Chương mẫu: Khai Thành Vương thị, con gí của Nam Bình quân (南平君) Vương Hòa (王和)[2]
  - Phò mã: Trí Trung Khu Phủ sự (知中樞府事)·Hồ Bình công(胡平公) Kim Hoán (金澣; 1409 - 1485[3])
    - Trưởng tử: Kim Sĩ Cung (金士恭)
    - Thứ tử: Kim Sĩ Ôn (金士溫)
    - Tử: Kim Sĩ Nhượng (金士讓)
    - Trưởng nữ: Không rõ tên, hạ giá lấy Mẫn Huệ (閔憓) ở Ly Hưng (驪興)
    - Thứ nữ: Không rõ tên, hạ giá lấy Lý Tú Tặng (李秀增) ở Lễ An
    - Nữ: Thục phu nhân Kim thị (淑夫人 金氏), hạ giá lấy Thái Nhân Huyện giam (泰仁縣監) Tặng (贈) Lại Tào Tham nghị (吏曹參議) Hà Trừng (河澄; 1457 - 1521) ở Tấn Châu (晋州), con trai của Nhân Đông Huyện giam (仁同縣監) Hà Phúc Sơn (河福山; ? - ?)